# Happy Gilmore 2
Happy Gilmore 2 ist ein US-amerikanischer Spielfilm aus dem Jahr 2025 unter der Regie von Kyle Newacheck nach einem Drehbuch von Adam Sandler und Tim Herlihy mit Adam Sandler, Ben Stiller, Julie Bowen und Christopher McDonald. Der Film ist eine Fortsetzung von Happy Gilmore (1996).

## Handlung
Der frühere Eishockeyspieler Happy Gilmore war vor fast 30 Jahren als Golfspieler tätig, damals siegte er gegen Shooter McGavin. Durch den Unfalltod seiner Frau wird er zum Alkoholiker und stürzt über die Jahre finanziell und gesellschaftlich immer weiter ab. Um die 300.000 US-Dollar teure Ballettausbildung seiner Tochter Vienna zu finanzieren, gibt Happy sein Comeback auf dem Golfplatz. Motiviert wird er dazu von „Onkel“ John Daly, einen heruntergekommenen und versoffenen Ex-Profi-Golfer, der in Happy Gilmores Garage wohnt. Wenn Gilmore außer Haus ist, legt Daly sich gerne in Gilmores Bett oder streift durch dessen Haus auf der Suche nach versteckten Alkoholika. Als Happy beim Turnierstart wieder mal nicht daran denkt, dass er auf Profiturnieren mit Caddie antreten muss, engagiert er kurzerhand den gefeuerten Clubhaus-Kellner Oscar, der von Golf keine Ahnung hat. Trotzdem erweist sich Oscar im Laufe der Zeit als wertvoller Assistent. Nach dem klassischen Major Turnier nehmen er und vier weitere Profigolfer die Herausforderung durch die Spieler einer neuen Golfliga an. Dabei muss Happy gegen eine neue Generation von Profigolfern antreten und dafür sein Spiel anpassen. Auch durch Oscars Hilfe gewinnen er und seine Gruppe das Turnier an der letzten Bahn.

## Besetzung und Synchronisation
Die deutschsprachige Synchronisation übernahm die EVA Studios Germany GmbH. Dialogregie führte Marius Clarén, der das Dialogbuch schrieb Michael Nowka.
| Rolle                           | Darsteller             | Synchronsprecher         |
| ------------------------------- | ---------------------- | ------------------------ |
| Happy Gilmore                   | Adam Sandler           | Dietmar Wunder           |
| „Onkel“ John Daly               | John Daly              | Michael Iwannek          |
| Billy Jenkins                   | Haley Joel Osment      | Tim Sander               |
| Bobby Gilmore                   | Philip Fine Schneider  | Cosmo Clarén             |
| Nachbar Pat                     | Steve Buscemi          | Santiago Ziesmer         |
| Caddy Oscar                     | Bad Bunny              | David Brizzi             |
| Davis Miller „8 Ball“           | Reggie Bush            | Marcel Collé             |
| der Anwalt                      | Robert Smigel          | Uwe Büschken             |
| der Kellner                     | Travis Kelce           | Björn Landberg           |
| Doug Thompson                   | Dennis Dugan           | Lutz Riedel              |
| Donald jr.                      | Eminem                 | Julien Haggège           |
| Frank Manatee                   | Benny Safdie           | Jeremias Koschorz        |
| Gordie Gilmore                  | Maxwell Jacob Friedman | Amadeus Strobl           |
| Hal L.                          | Ben Stiller            | Oliver Rohrbeck          |
| Nachrichtensprecher Pat Daniels | Dan Patrick            | Erich Räuker             |
| Shooter McGavin                 | Christopher McDonald   | Frank Röth               |
| Slim Peterson                   | Lavell Crawford        | Engelbert von Nordhausen |
| Steiner                         | Eric André             | Leonhard Mahlich         |
| Stephen A. Smith                | Stephen A. Smith       | Peter Sura               |
| Terry Gilmore                   | Conor Sherry           | Simon Kunze              |
| Verne Lundquist                 | Verne Lundquist        | Hans Bayer               |
| Vienna Gilmore                  | Sunny Sandler          | Léa Mariage              |
| Virginia Venit                  | Julie Bowen            | Christin Marquitan       |
| Wayne Gilmore                   | Ethan Cutkosky         | Philip Süß               |
| Lee Trevino                     | Lee Trevino            | Gerald Schaale           |
| Nick Faldo                      | Nick Faldo             | Marco Kröger             |
| Brooks Koepka                   | Brooks Koepka          | Ricardo Richter          |
| „Maxi Starter“ Ansager          | Guy Fieri              | Stefan Fredrich          |
| Screech                         | Fernando Marrero       | Alexander Doering        |
| Scottie Scheffler               | Scottie Scheffler      | Karlo Hackenberger       |
| Esteban                         | Marcello Hernández     | Patrick Roche            |
| Gary Potter                     | Kevin Nealon           | Hanns Jörg Krumpholz     |
| Obdachloser vom Strand          | Blake Clark            |                          |
| Driving Range Golfer            | Jon Lovitz             |                          |

## Produktion und Hintergrund
Der Film wurde von Happy Madison Productions produziert, als Produzenten fungierten Jack Giarraputo, Tim Herlihy, Robert Simonds und Adam Sandler. Die Dreharbeiten starteten am 9. September 2024 an Adam Sandlers 58. Geburtstag, gedreht wurde im US-Bundesstaat New Jersey.
Die Kamera führte Zak Mulligan, die Montage verantwortete Brian Robinson. Das Kostümbild gestaltete Jordy Scheinberg und das Szenenbild Perry Andelin Blake. Die Musik schrieb Rupert Gregson-Williams. Der Regisseur des Vorgängers Dennis Dugan übernahm in der Fortsetzung eine Rolle vor der Kamera. Regisseur Kyle Newacheck arbeitete zuvor für Murder Mystery mit Adam Sandler zusammen. Ursprünglich war die Rückkehr von Carl Weathers als Derick „Chubbs“ Peterson vorgesehen. Nach dessen Tod im Februar 2024 musste das Drehbuch umgeschrieben werden.
In den USA erhielt der Film ein PG-13-Rating.

## Veröffentlichung
Premiere war am 21. Juli 2025 im Lincoln Center in New York City. Auf Netflix wurde der Film am 25. Juli 2025 veröffentlicht.

## Trivia
- Die Golfer Bryson DeChambeau, Rory McIlroy, Brooks Koepka und Scottie Scheffler spielen sich selbst und treten gegen Happy in einem Turnier an. Rickie Fowler, Jordan Spieth, Xander Schauffele, Keegan Bradley, Collin Morikawa, Fred Couples, Nick Faldo, Jack Nicklaus, Corey Pavin, Lee Trevino treten beim Dinner in Erscheinung. Justin Thomas, Tony Finau, Will Zalatoris, Bubba Watson sind Teil des finalen Showdowns der Maxi League.[13]

- Genau wie im Film wurde Scottie Scheffler im richtigen Leben während eines Turniers von der Polizei festgenommen. Ein Jahr zuvor, bei den PGA Championship 2024, kam es zu einem Unfall vor dem Golfclubgelände, mit dem Scheffler aber nichts zu tun hatte. Da er aber noch rechtzeitig zum Abschlag auf dem Platz sein wollte, umfuhr er die Unfallstelle trotz Sperrung. Dabei wurde er von einem Polizisten gestoppt, der ihn wegen  rücksichtslosem Fahren festnahm. Da er sich vehement wehrte kam noch der Straftatbestand von einem tätlichen Angriff hinzu. Er wurde erkennungsdienstlich behandelt und das Louisville Department of Corrections veröffentlichte ein Mugshot von Scheffler in orangefarbener Gefangenenkleidung. Durch den Unfall verzögerten sich aber auch die Startzeiten und so konnte Scheffler, nach Zahlung einer Buße, noch rechtzeitig an den Start der zweiten Runde gehen. Im Film hingegen bleibt er, aufgrund des guten Essens, freiwillig noch ein paar Tage im Gefängnis. Dies wird erst nach dem ersten Abspann gezeigt.[14][15]

- Der US Profigolfer Will Zalatoris spielt Will, Gilmores ersten Caddie, der im ersten Teil sehr unter den Gefühlsausbrüchen von Gilmore zu leiden hatte. Zalatoris bekam diese Rolle, weil er dem Schauspieler Jared Van Snellenberg, vom ersten Teil ähnelt.[16]

- Jack Nicklaus bestellt im Clubhaus ein Getränk halb Eistee und halb Limonade. Der Kellner antwortete mit Arnold Palmer. Worauf Nicklaus meinte, dass er Jack Nicklaus wäre.

- Das goldene Jackett ist eine Anspielung an das, in Golfkreisen, berühmte grüne Jackett („Green Jacket“) der US Masters.[17]

## Rezeption

### Kritiken
Am 25. Juli 2025 waren 20 der 34 bei Rotten Tomatoes aufgeführte Kritiken positiv. Bei Metacritic erhielt der Film am 25. Juli 2025 einen Metascore von 52 von 100 möglichen Punkten, der auf 18 Rezensionen basierte.
Kamil Moll vergab auf filmstarts.de vier von fünf Sternen. Sandler und Newacheck gelinge ein Spagat, den viele „Legacy Sequels“ vergeblich versuchen: Statt sich allein auf nostalgische Zitate und altbekannte Sprüche zu verlassen, entwickle der Film seine Hauptfigur auf glaubwürdige und berührende Weise weiter, vom jähzornigen Slapstick-Golfer zum sentimentalen Familienmenschen.
derwatchdog.de bewertete die Produktion mit drei von fünf Sternen. Der Film bleibe der Happy-Madison-Formel treu: vorhersehbar, albern, aber charmant und warmherzig.
Stefan Brüning befand auf filmtoast.de, dass sich Sandler mit Happy Gilmore 2 keinen Fehlschlag leiste, vorausgesetzt, man mag seine Spielweise. Allerdings störten zu viele Mitspieler und Rückverweise den Spielfluss und zögerten die Partie unnötig in die Länge.
Thomas Schultze schrieb auf the-spot-mediafilm.com, dass nicht jede Pointe sitze und nicht jeder Gag zünden wolle, aber die gute Laune ansteckend sei. Das mache die Produktion zu einem eskapistischen Event mit dem Herz am rechten Fleck.
Ilija Glavas (6 von 10 Punkten) urteilte auf kinomeister.de, dass die charmante Fortsetzung ein Fest für alle sei, die mit Sandlers Verrücktheiten aufgewachsen sind, und für alle, die seine schrullige Mischung aus Herz und Wahnsinn zu schätzen wissen.
Oliver Armknecht (vier von zehn Punkten) dagegen kritisierte auf film-rezensionen.de, dass der Film an den Erfolg von Happy Gillmore anzuknüpfen versuche und vergesse, vor lauter Referenzen und Flashbacks eine eigene Geschichte zu erzählen. Das sei einfallslos, viel zu lang und trotz vereinzelt netter Einfälle immer wieder öde.
Giancarlo Schwendener (drei von sechs Sternen) meinte auf outnow.ch, dass die einigermaßen sympathische Komödie mit originellen Ansätzen letztlich an der zu holprigen Story und am zu wenig ausgereiften Drehbuch scheitere.

### Abrufe
Mit 46,7 Millionen Views in den ersten drei Tagen nach Veröffentlichung führte der Film die Wochencharts von Netflix an.